# Dierenpark Wissel

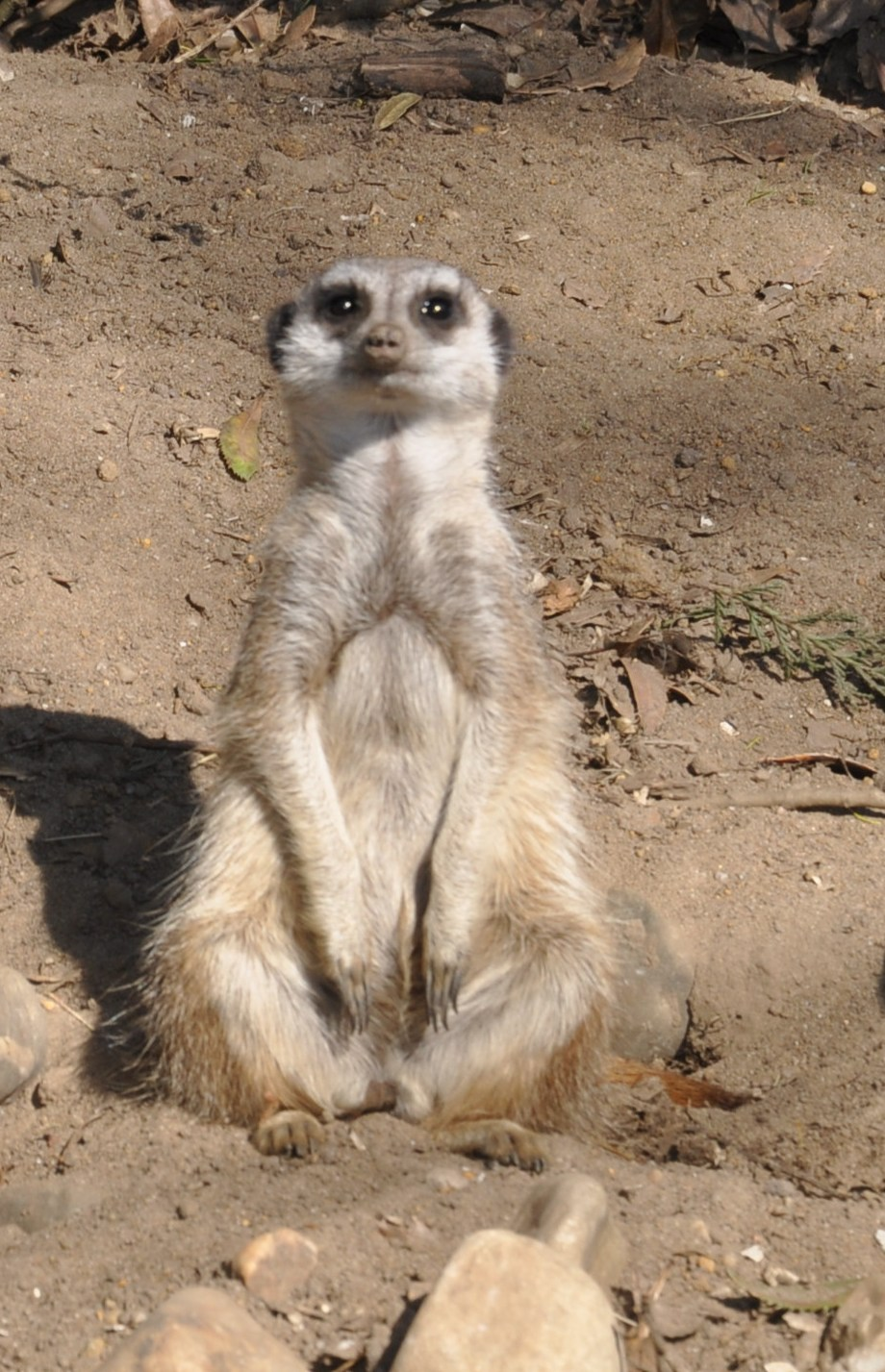
Stokstaartje

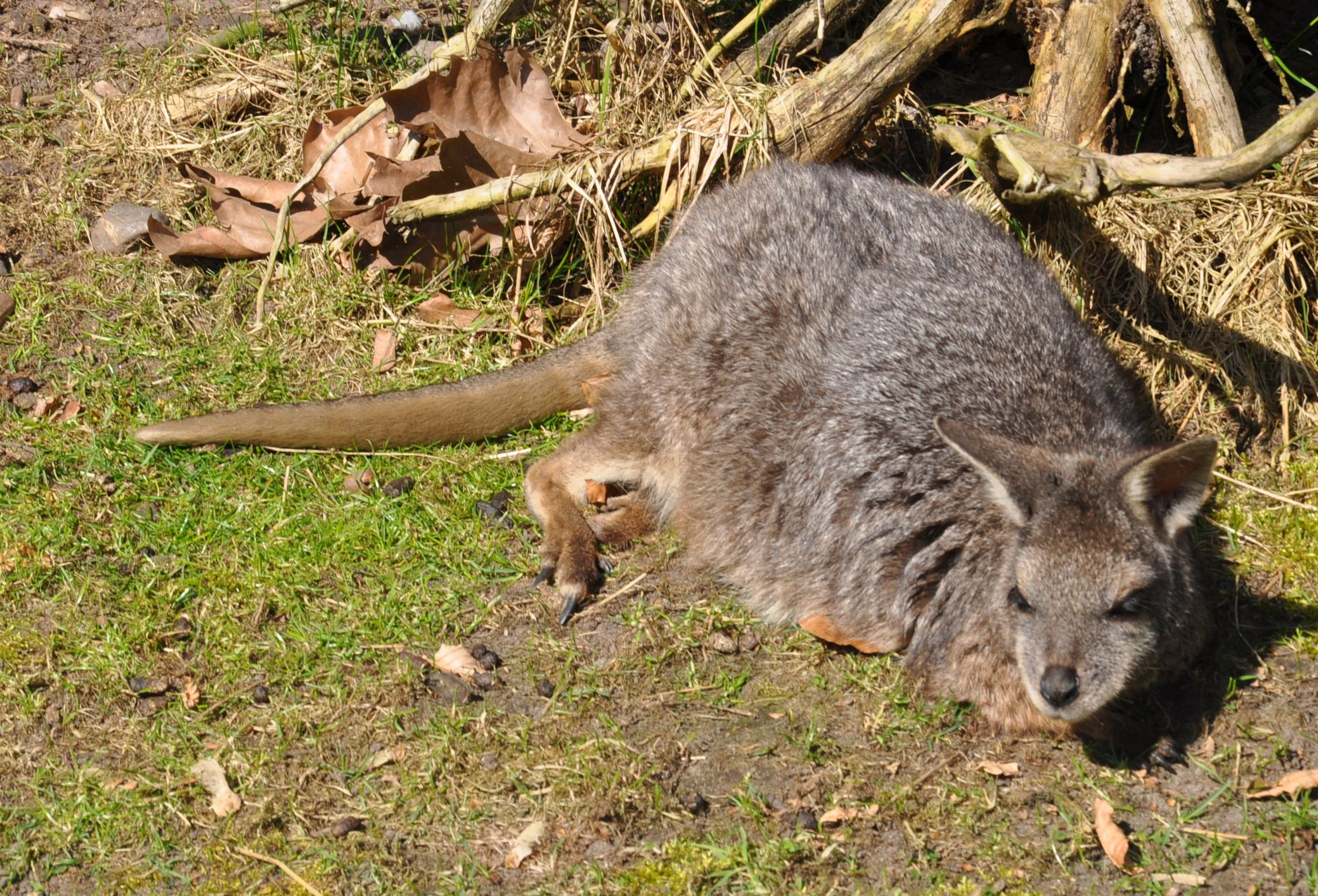
Tammarwallaby

Dierenpark Wissel was een dierentuin in Wissel, in de buurt van Epe in de Nederlandse provincie Gelderland. Het park maakte deel uit van Zodiac Zoos, dat ook de eigenaar was van Zoo Parc Overloon en Aqua Zoo Friesland. Nadat Zodiac Zoos op 26 januari 2015 failliet werd verklaard, werden de dierentuinen overgenomen door Libéma. Deze onderneming besloot om Dierenpark Wissel te sluiten.
Het park werd ook wel een minidierentuin genoemd, want op een bescheiden oppervlakte hield men in het park vooral kleine dieren. De dierentuin was gelegen in een bosrijk gebied op de Veluwe. De Tongerense Beek stroomde door het park. In en aan de beek waren eilanden waar diverse diersoorten een leefgebied hadden. Er was ook een speeltuin.
Om bedreigde diersoorten te fokken werkte het park samen met andere dierentuinen. Er waren fokprogramma's voor onder meer kleine panda's, alaotrabamboemaki's, zwart-witte vari's, gouden leeuwaapjes, dwergnijlpaarden, zilveroeistiti's en keizertamarins.

## Geschiedenis
Dierenpark Wissel ontstond uit de privécollectie dieren van Frits Eshuis, een ondernemer die met zijn wasserij De Achterste Molen zakelijk succesvol was. Na een paar jaar ontstond het plan zijn dierenpark open te stellen voor publiek. Op zaterdag 25 maart 1967 werd het park onder de naam Dierenvreugd De Achterste Molen voor bezoekers opengesteld. In 1984 werd het park doorverkocht. De nieuwe eigenaar veranderde de naam in Dierenpark Wissel en moderniseerde verscheidene verblijven.
Op 1 februari 1994 werd het park overgenomen door Palmary Parcs (later Zodiac Zoos) te Warnsveld. In 1997 werd Dierenpark Wissel uitgenodigd om lid te worden van de Nederlandse Vereniging van Dierentuinen (NVD). Voor de medewerkers van het park betekende dit erkenning van verantwoord werken. Ook werd Dierenpark Wissel lid van de European Association of Zoos and Aquaria.
Vanaf 2003 wilde de eigenaar het dierenpark uitbreiden en verplaatsen naar een locatie in Vemde bij de A50. Behalve een nieuwe naam, Pangea Parc, waren er in 2011 schetsplannen gereed, die echter nooit uitgevoerd werden. Na een faillissement nam Libéma in 2015 Dierenpark Wissel, Zoo Parc Overloon en Aqua Zoo Friesland over. Dierenpark Wissel werd gesloten. Reden hiervoor was onder andere dat Libéma onvoldoende uitbreidingsmogelijkheden zag en dat omvang en kwaliteit van de dierenverblijven ontoereikend was. De dieren uit het park werden vanwege de sluiting verplaatst naar andere dierentuinen.

## Dieren
Het dierenpark huisvestte kookaburra's, ringstaartmaki's, maraboes, kleine panda's, neusberen, roodrugpelikanen, ara's (zowel geelvleugelara's als soldatenara's), sneeuwuilen, Edwards fazanten, monniksparkieten, zwartvoetpinguïns, steppevossen, dwergotters, ooievaars, zwarte zwanen, forellen, witpluimoeistiti's, witgezichtsaki's, kuifhoenderkoeten, capibara's, laaglandtapirs, beermarters, dwergapen, rode titi's, trompetvogels, alaotrabamboemaki's, dwergnijlpaarden, pekari's, doodshoofdaapjes, eenden, wallaby's, (zowel Bennettwallaby's als Tammarwallaby's), stokstaartjes, kraanvogels, dikdiks, herten, boomkangoeroes, regenbooglori's, langsnuitpotoroes, vicuña's, nandoes, vosmangoesten, smalstreepmangoesten, emoes, zwart-witte vari's, roodbuikmaki's, mangabeys, resusapen, steuren, wevers, gierparelhoenders, konijnuilen, krabbenetende wasberen en flamingo's. Ook was er een kinderboerderij.
Aeres MBO Barneveld ·
Almere Jungle ·
Animal Farm ·
Apenheul ·
AquaZoo Leeuwarden ·
Aquazoo Leerdam ·
Artis ·
Artisklas Haarlem ·
Berkenhof Tropical Zoo ·
BestZoo ·
Botanische Tuinen Universiteit Utrecht ·
Center Parcs Het Heijderbos ·
Centrum voor Natuur- en Milieu Educatie ·
WaterLand Neeltje Jans ·
DierenPark Amersfoort ·
Dierenpark De Oliemeulen ·
Dierenpark Zie-ZOO ·
Diergaarde Blijdorp ·
DoeZoo Insektenwereld ·
Dolfinarium Harderwijk ·
Ecomare ·
Eindhoven Zoo ·
Faunapark Flakkee ·
Fort Kijkduin ·
GaiaZOO ·
Hof van Eckberge ·
Informatiecentrum De Noordwester ·
Kabouterland ·
Kasteelpark Born ·
Koninklijke Burgers' Zoo ·
Dierenpark Hoenderdaell ·
Muzeeaquarium Delfzijl ·
Natuurcentrum Ameland ·
Omnium Goes Tropisch bos ·
Ouwehands Dierenpark ·
Pantropica ·
Passiflorahoeve ·
Plaswijckpark ·
Reptielenhuis De Aarde ·
Reptielenzoo Iguana ·
Safaripark Beekse Bergen ·
Sea Life Scheveningen ·
Stichting AAP ·
Stichting Das & Boom ·
Taman Indonesia ·
Texel ZOO ·
Uilen- en Dierenpark De Paay ·
Van Blanckendaell Park ·
Vlinderparadijs Papiliorama ·
Vlinders aan de Vliet ·
Vlindersafari ·
Vlindertuin De Kas ·
Vlindorado ·
Vogelpark Avifauna ·
Vogelpark Ruinen ·
Vogelrevalidatiecentrum Zundert ·
Wereldtuinen Mondo Verde ·
Wildlands Adventure Zoo Emmen ·
Wonderwereld ·
Zee Aquarium Bergen aan Zee ·
ZooParc Overloon ·
Zoo Veldhoven
Opgeheven: Animali Vogel- en dierenpark · Noorder Dierenpark Emmen · Dierenpark Wassenaar · Dierenpark Wissel · Dolfirama · Dolfirado · Dolfirodam · Grottenaquarium Valkenburg · Fazanterie de Rooie Hoeve · Haagse Dierentuin · Kasteeltuinen Arcen · Klant’s Dierentuin · Klein Costa Rica · Labyrinth Boekelo · Papegaaienpark N.O.P. · Reptielenzoo "SERPO" · Schildpaddencentrum · Stonehenge Wildlife · Tilburgs dierenpark · Tropisch Oosten · Vogel- en wandelpark Abbeweer · Zodiac Zoos